# Melekessky (huyện)
Huyện Melekessky (tiếng Nga: ? райо́н) là một huyện hành chính tự quản (raion), của Tỉnh Ulyanovsk, Nga. Huyện có diện tích 3569 kilômét vuông, dân số thời điểm ngày 1 tháng 1 năm 2000 là 41700 người. Trung tâm của huyện đóng ở Dimitrovgrad.